# Nửa đô la (tiền xu Hoa Kỳ)
Nửa đô la (tiếng Anh: half dollar), đôi khi được gọi là một nửa (half) hoặc viết gọn là 50 xu (50-cent piece), là một đồng xu Hoa Kỳ trị giá 50 xu, tức là một nửa của một đô la. Nó là đồng xu có kích thước lớn nhất hiện đang được lưu hành tại Hoa Kỳ.

## Kích thước và thành phần
Đồng 50 xu có đường kính 1,205 inch (30,61 milimét) và độ dày là 0,085 inch (2,15 mm). Đồng xu này có trọng lượng gấp đôi đồng xu quarter - 25 xu Hoa Kỳ.
Đồng xu nửa đô la có thành phần cấu tạo là bạc kể từ năm 1794 đến năm 1970. Đồng xu có năm đúc từ năm 1971 trở đi có thành phần là đồng mạ niken. Trước khi chính thức không còn hàm lượng bạc, trong giai đoạn từ năm 1965 đến năm 1970, hàm lượng bạc từ mức 90% chỉ còn 40% trọng lượng đồng xu.

## Các thiết kế từ thế kỷ 20
Kể từ khi chính thức được đúc năm 1794, các thiết kế của đồng nửa đô la Hoa Kỳ đều là hình ảnh phác họa Nữ thần Tự do  ở mặt chính đồng xu, và mặt sau là các thiết kế về đại bàng. Với việc thay đổi thiết kế, năm 1947 là năm cuối cùng mà nữ thần tự do xuất hiện trên tất cả các mệnh giá tiền xu Hoa Kỳ.
Đồng nửa đô la mang thiết kế biểu tượng đầu Nữ thần Tự do ở mặt chính trong giai đoạn từ năm 1892 đến năm 1915. Trong giai đoạn này, ngoài tên Barber (theo tên nhà thiết kế mẫu tiền xu Charles E. Barber), đồng xu còn có tên khác là Liberty Head. Trong giai đoạn từ năm 1916 đến năm 1947, với việc đúc không liên tục theo từng năm đồng nửa đô la có mặt chính là Nữ thần Tự do Dạo bộ - Walking Liberty. Trong giai đoạn từ năm 1948 đến 1963, đồng tiền có mặt chính là Benjamin Franklin và mặt sau là Chuông Tự do ở Philadelphia. Thiết kế này bị những người sưu tập tiền xu cho là thiếu tính hấp dẫn, và chỉ có ít lời than thở thi nó bị thay thế sau năm 1963. Thiết kế này bị thay thế cách vội vàng sau vụ ám sát John F. Kennedy.
Sau vụ việc ám sát, đồng nửa đô la khắc họa hình ảnh cố Tổng thống John F. Kennedy ở mặt chính và Con dấu của Tổng thống Hoa Kỳ ở mặt sau. Để kỷ niệm 200 năm Tuyên ngôn Độc lập Hoa Kỳ, đồng nửa đô có thiết kế mặt sau là Hội trường Độc lập ở Philadelphia trong hai năm 1975 và 1976. Việc phát hành đồng nửa đô la Kennedy kéo dài cho đến tận ngày nay, chỉ bị gián đoạn trong một thời gian ngắn trong thập niên 1970.  Kể từ năm 2002, đồng nửa đô la chủ yếu đúc cho các bộ tiền (coin set) và các sản phẩm dành cho hóa tệ học. Thiết kế mặt chính của đồng xu vốn là hình dùng cho huy chương kỷ niệm lễ nhậm chức của Kennedy. Chính Đệ nhất Phu nhân của cố tổng thống là bà Jacqueline Kennedy chọn đồng xu 50 xu khắc họa hình ảnh người chồng quá cố của mình, khác với ý kiến ban đầu của Giám đốc Cục Đúc tiền, chọn đồng xu đô la bạc để đúc hình ảnh cố tổng thống. Bà chọn đồng tiền này là vì hình ảnh của cố tổng thống không buộc phải thay thế bất kỳ tổng thống nào khác trong hệ thống tiền xu Hoa Kỳ.

## Lưu thông

### Giai đoạn 1964-2001
Mặc dù mỗi năm, hàng triệu đồng xu nửa đô la được đúc, tuy vậy, chúng hiếm được nhìn thấy trong lưu thông. Đồng nửa đô la có một lịch sử lâu đời trong hệ thống tiền xu của Hoa Kỳ, tuy vậy, hiện nay, đồng xu này không còn phổ biến trong lưu thông. Sự suy giảm trong lưu thông diễn ra vì nhiều lý do khác nhau.
Kể từ khi thay đổi thiết kế, khắc họa chân dung Tổng thống bị ám sát Kennedy, đồng xu dần trở nên không thích hợp đề sử dụng trong lưu thông. Đồng tiền vốn được phát hành trong sự phủ bóng của vụ ám sát, trở nên một dạng kỷ vật của cố tổng thống và được công chúng coi là một vật "đặc biệt". Hàng chục nghìn người Mỹ xếp hàng trong những ngày đầu tiên phát hành thiết kế đồng xu mới. Hàng triệu đồng nửa đô la Kennedy đã được những người sưu tập đồ lưu niệm mua từ các ngân hàng địa phương. Thiết kế mới này ngay lập tức đã bị tích trữ sau khi phát hành kể trong và ngoài nội địa nước Mỹ.
Nước Mỹ thiếu hụt tiền xu do giá bạc tăng cao, vượt giá trị mệnh giá làm cho mọi người tích trữ hoặc nung chảy chúng để thu bạc. Những đồng xu Kennedy nhanh chóng bị đưa vào lọ tiền lẻ, heo đất và tủ quần áo do bị tích trữ nhiều vì hàm lượng bạc của chúng ngay từ cuối thập niên 1960. Đồng xu nhanh chóng giảm hàm lượng bạc từ 90% xuống 40% và cuối cùng trở thành một đồng xu không có hàm lượng bạc năm 1971, tuy vậy vẫn bị tích trữ vì nhiều người nghĩ rằng nó hiếm và có giá trị. Thông cáo báo chí tháng 2 năm 1971 của Cục Đúc tiền cho biết sẽ tái khởi động việc đúc tiền nửa đô la trong lưu thông và hy vọng các đồng xu này được lưu hành tự do trên thị trường. Trong giai đoạn trước đó, kể từ 1964, đã có sự thiếu hụt trong lưu thông của loại xu này, do nó mang giá trị về tình cảm và giá trị kim loại đúc.

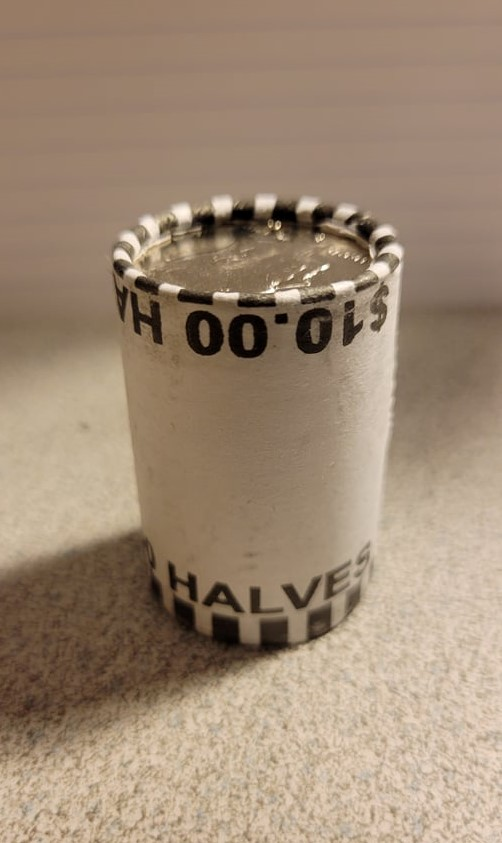
Một cuộn tiền nửa đô la Hoa Kỳ

Đồng 50 xu Kennedy hầu như không được lưu hành. Trong thập niên 1990, đồng nửa đô la rơi vào quên lãng khi hầu hết người Mỹ chưa một lần dùng nó để chi tiêu. Chính thiết kế Kennedy đã làm mất đi độ phổ biến của một đồng xu từng phổ biến trước đây. Rất ít đồng xu được thấy trong lưu thông và đôi khi chúng còn bị từ chối.

### Giai đoạn 2002-nay: Đình chỉ đúc lưu thông và tái tục việc đúc lưu thông
Đồng nửa đô la không thực sự phổ biến trong lưu thông suốt 40-50 năm qua, tuy vậy vẫn được đúc với số lượng khá lớn cho đến năm 2002, khi Sở đúc tiền Hoa Kỳ chỉ tiến hành đúc đồng tiền này cho mục đích sưu tập. Việc đúc đồng xu nửa đô la không là bắt buộc đối với Cục Đúc tiền Hoa Kỳ, nhưng thay vì dừng đúc, các quan chức cục đúc đã quyết định cho đúc nó hàng năm để bán cho các nhà sưu tập. Do nhu cầu sử dụng thấp, nhiều đồng nửa đô la còn trong các hầm của Cục Dự trữ Liên bang, dẫn đến sự thay đổi trong sản xuất. Hiện tại, người sưu tầm nửa đô la có thể được đặt hàng trực tiếp từ Sở đúc tiền Hoa Kỳ và nửa đô la lưu hành trước năm 2002 có thể được đặt hàng thông qua hầu hết các ngân hàng và công đoàn tín dụng tại Hoa Kỳ.
Năm 2021, nửa đô la bắt đầu được sản xuất với mục đích lưu thông trở lại. Đây chính là lần đầu tiên kể từ sau năm 2001, Cục Dự trữ Liên bang đặt đúc đồng nửa đô la để đưa vào lưu thông. Hai phần ba (66%) tổng số lượng đúc (hơn 15 triệu đồng xu) trong năm 2021 được chuyển đến Cục Dự trữ Liên bang nhằm mục đích đưa vào lưu thông. Cục Dự trữ Liên bang Mỹ tiếp tục đặt hàng đúc đồng nửa đô la vào năm 2022 và phát hành chúng với mục đích là một đồng tiền xu lưu hành chung. Việc phát hành đồng xu nửa đô la vào năm 2021 và 2022 làm cho giới sưu tập vừa vui mừng lại vừa bất bình. Vui mừng vì họ có thể mua đồng xu này với giá trị mệnh giá tại các ngân hàng, bất bình là vì một số nhà sưu tập đã phải trả phí cao hơn để mua các đồng xu này với ý định sưu tập trước đó.
Đến hết tháng 9 năm 2023, 25.1 triệu đồng xu nửa đô la Hoa Kỳ đã được đúc, là mức cao nhất kể từ khi nó trở thành một mệnh giá chỉ đúc cho mục đích sưu tập từ sau năm 2001. Hơn 19 triệu đồng nửa đô la được đúc vào tháng 10 năm 2023, đẩy sản lượng tiền xu nửa đô la đúc vào năm 2023 lên mức 44,81 triệu đồng, cao nhất kể từ năm 1996.